# Liste der Kulturdenkmäler in Utzenhain
In der Liste der Kulturdenkmäler in Utzenhain sind alle Kulturdenkmäler der rheinland-pfälzischen Ortsgemeinde Utzenhain aufgeführt. Grundlage ist die Denkmalliste des Landes Rheinland-Pfalz (Stand: 27. Oktober 2023).

## Einzeldenkmäler
| Bezeichnung    | Lage                            | Baujahr         | Beschreibung                                       | Bild |
| -------------- | ------------------------------- | --------------- | -------------------------------------------------- | ---- |
| Rathausturm    | Hauptstraße, vor Nr. 18 Lage    | 1782            | dreigeschossiger Turm mit geschweifter Haube, 1782 | BW   |
| Spritzenhaus   | Zum Eichenberg, bei Nr. 12 Lage | 1840            | eingeschossiger Bruchsteinbau, bezeichnet 1840     | BW   |
| Kriegerdenkmal | Zum Eichenberg, bei Nr. 12 Lage | 20. Jahrhundert | Kriegerdenkmal, Pylon mit Soldat, 20. Jahrhundert  | BW   |